# Русев, Тончо
Тончо Русев Pусев (болг. Тончо Русев Pусев; 20 апреля 1932 года, Бургас, Царство Болгария — 10 апреля 2018 года, София, Болгария) — болгарский музыкант и композитор, автор более 1000 песен. Его песни стали шлягерами в болгарской поп-музыке.

## Биография и профессиональная карьера
Родился 20 апреля 1932 года в Бургасе в семье железнодорожников: машиниста локомотива Руси Тончева и сотрудницы Болгарской государственной железной дороги Тодорки Русевой. Отец играл на аккордеоне и мандолине. Увидев музыкальные наклонности сына в школьном оркестре, отец продал свои часы и купил ему трубу. С детства Тончо со своим братом Иваном был глубоко вдохновлён морем, которое позже представит в своих песнях.
Окончив школу, поступил слесарем на завод «Червено Знаме» («Красное знамя»), где создал рабочую группу из 60 человек. Тогда же брал уроки по трубе от солиста оркестра филармонии Бургаса Димитра Ганева. Пока он начинает работать в области промышленной химии, его слышат одни из лучших музыкантов Бургаса, которые рекомендуют продолжить ему обучение в музыкальной академии.
В 1955 году окончил Национальную музыкальную академию по специальности «Труба» в классе профессора Карпарова. Работал в качестве музыканта в симфонических оркестрах Бургаса, Перника и Софийской оперы.
- В 1957 году был одним из основателей оркестра в Театре сатиры.
- В 1960 году участвовал в первом составе Большого оркестра Болгарского национального радио.
- В 1962 году вместе с Димитром Ганевым и Морисом Аладжемом и др. основал оркестр «Балкантон», в котором играл до 1972 года.
- В 1972-73 гг. был главой эстрадного отдела в Концертном управлении.
- В 1974 году вместе с Иваном Кутиковым создал оркестр «Спектр» на металлургическом заводе им. Кремиковца и стал его художественным руководителем. С этим составом в 1979 году записал весь альбом Мустафы Чаушева «Тайна» на студии «Балкантон»[2].
- С 1980 по 1985 год был директором «Болгарской эстрады».
- В начале 90-х работал музыкальным продюсером в «Mega Music».
- С 1996 года начал сольную карьеру.

На протяжении более 40 лет его песни были исполнены большинством популярных болгарских певцов, особенно после сотрудничества с Лили Ивановой, Василом Найденовым, Веселином Мариновым и др. Его песни также исполняются иностранными певцами, такими как София Ротару, Филипп Киркоров, Дагмар Фредерик, Мария Фарара и другие. Большинство его песен созданы на тексты болгарских поэтов, таких как Элизабет Багряна, Иван Вазов, Ваня Вылчев, Дора Гейбы, Атанас Далчев, Дамян Дамянов, Калин Донков, Георги Джагаров, Петя Дубарова, Евтим Евтимов, Павел Матев, Христо Фотев, Борис Христов.
Член Союза болгарских композиторов (СБК). Автор детских песен, музыки для театральных представлений, телевидения, детских мюзиклов и кинематографических произведений («Юлия Вревская», «Пятёрка», «Тайфуны с нежными именами»). Его песни были выпущены в США, Великобритании, Франции, Испании, Италии, Греции, Турции, России и всех бывших социалистических странах.
В 2010 году он написал песню «Наша полиция», объявленную неофициальным гимном Министерства внутренних дел Болгарии.
10 апреля 2018 года ушёл из жизни после непродолжительной болезни, не дожив 10 дней до 86-летия.

## Признание и награды
Его песни получили много наград в ряде болгарских конкурсов («Золотой Орфей», «Песни о море, Бургас и его людях труда», «Тракия Фолк» (поп-фолк певица Сильвия исполнила его песню «Эй, ревнивец» и была удостоена премии), 6 раз «Рингтон года», «Пирин фолк», 10 раз выиграл Весенний радиоконкурс. Лауреат международных наград фестивалей в Париже, Токио, Винья-дель-Мар (Чили), Дрездене, Сопоте и многих других.
В 1981 году на фестивале «Золотой Орфей» получает Большой приз за творчество.
В 1991 году стал лауреатом Песни-91 («Ты, ты, ты», слова Леонида Дербенёва, исполнитель Филипп Киркоров).
Получает приз за комплексный вклад в балканскую музыку «Охрид фест — Охридские трубадуры 2007».
В 2007 году получает орден «Стара планина» за большие заслуги перед Республикой Болгарией в области культуры.
6 декабря 2017 года становится первым победителем и кавалером Серебряного креста святого Николая муниципалитета Бургас.

## Личная жизнь
С 1956 года был женат на Елене Русевой. Дочь Албена — музыкант, пианистка.